# Митровский, Милан
Милан Митровский (словац. Milan Thomka Mitrovský; 1 июля 1875, Мартин, Австро-Венгрия —30 октября 1943, Мартин) — словацкий прозаик и художник.

## Биография

Портрет врача.

В 1894—1896 обучался в Академии изящных искусств в Праге, затем, в 1896—1898 — в Мюнхене, в 1898—1901 — стажировался в Италии. После учёбы жил попеременно в Вене и Мартине. В начале Первой мировой войны покинул Вену и вернулся в родной город Турчанский Св. Мартин (Turčianský Svätý Martin). Здесь он основал литературный клуб «фелибров» («felibry», 1914–1943).
Как художник создал ряд портретов словацких писателей, художников и политиков (Г. Гурбан-Ваянского, Ш. Крчмери, Я. Смрека, Е. Шолтесовой-Мароти и др.). Для его работ характерен синтез традиций академизма конца XIX века и собственных поисков в изображении цвета и формы.
Кроме живописи, занимался литературным творчеством, публиковал рассказы, эссе, комментарии и размышления, писал автобиографическую прозу. 
Был членом руководства Ассоциации словацких художников.

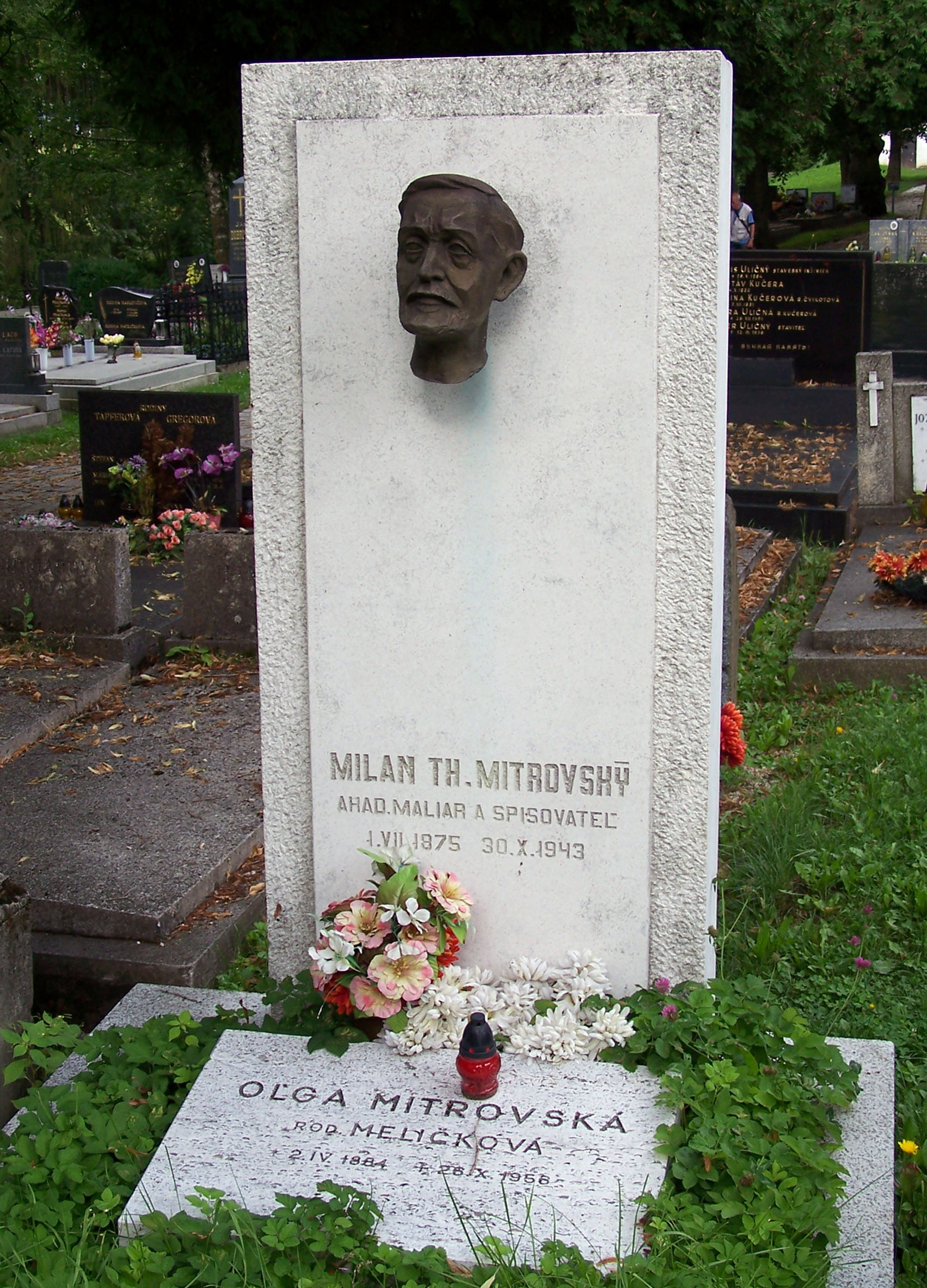
Могила М. Митровского на Народном кладбище в городе Мартине

Похоронен на Народном кладбище в городе Мартине.

## Избранные произведения

### Проза
- Intonácie jari
- Pani Helène (1930)
- Viola d’amour (1970)
- Jiskry z pološera (1988)

### Эссе
- Listy bratislavským felibrom (1923—1928)